# 法特加沙希比縣

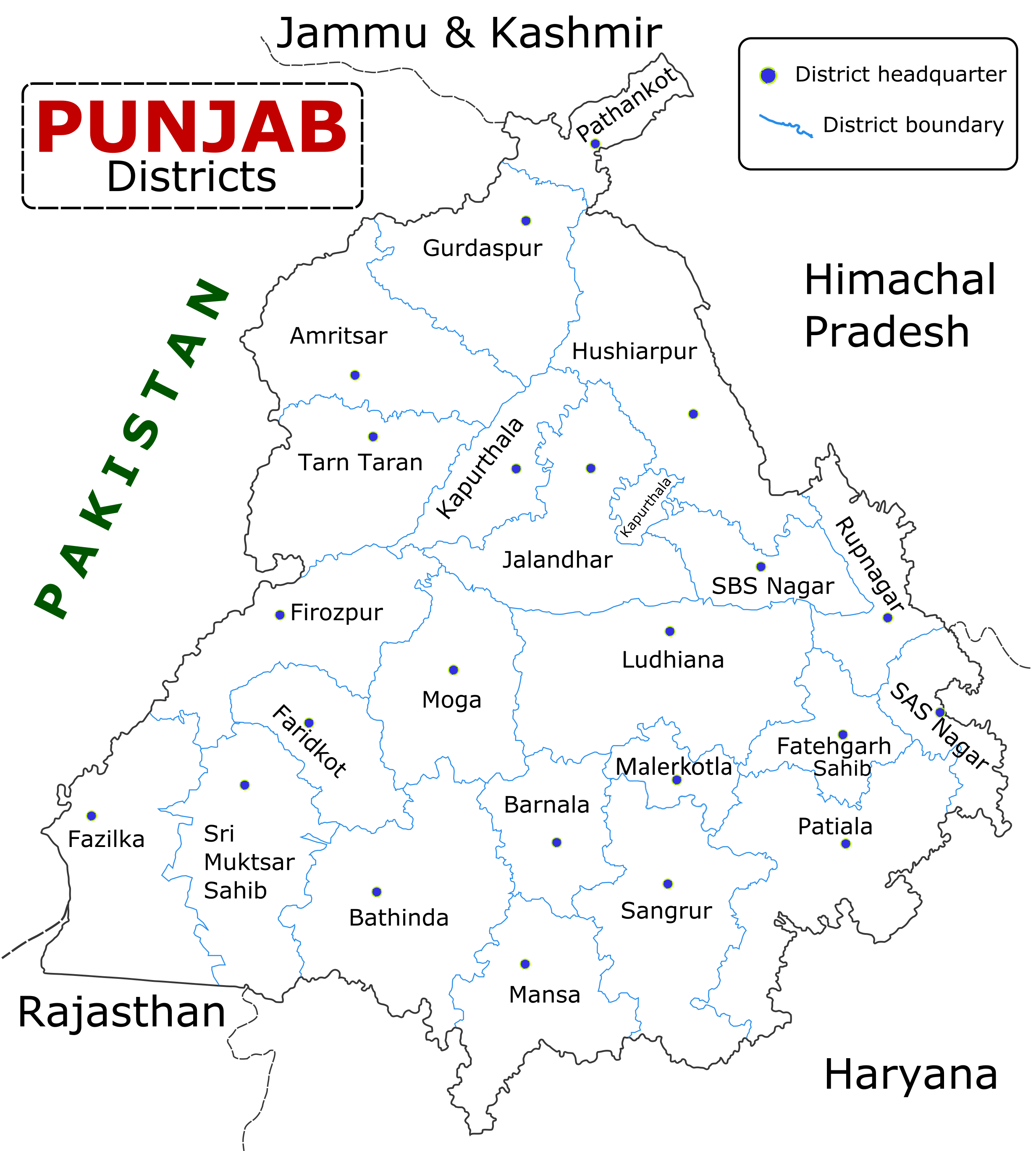

法特加沙希比縣是印度的一個縣，位於該國西北部，由旁遮普邦負責管轄，面積1,180平方公里，識字率為80.3%，2011年人口599,814，人口密度每平方公里508人。

## 外部連結
- Official website
- District Map of Fatehgarh Sahib district （页面存档备份，存于）